# Séby
Séby é uma comuna francesa na região administrativa da Nova Aquitânia, no departamento dos Pirenéus Atlânticos. Estende-se por uma área de 5,96 km². Em 2010 a comuna tinha 201 habitantes (densidade: 33,7 hab./km²).